# Fontanna Fritza Reutera w Głogowie
Fontanna Reutera w Głogowie – nieistniejący głogowski pomnik w formie fontanny, upamiętniający niemieckiego poetę i powieściopisarza, Fritza Reutera, znajdujący się w zachodniej części dawnego Wilhemplatz (obecnie Skwer gen. Jana Umińskiego). 

## Historia
Pomnik został odsłonięty 7 listopada 1911 roku. W warstwie rzeźbiarskiej jego centralnym punktem była grupa przedstawiająca postacie opisywane przez Reutera w jego powieści Ut meine stromtid: wujek Braessig z dziećmi: Linning i Minning. Powodem, dla którego ówczesne władze miasta zdecydowały się na upamiętnienie Reutera, był fakt uwięzienia go w 1837 roku w głogowskiej twierdzy, z powodu nieprawomyślnej działalności politycznej (był też przetrzymywany w Twierdzy Srebrnogórskiej). 
Dzieło to przetrwało wojnę, jako niekonfliktowe i niemające politycznego czy propagandowego znaczenia przetrwało także przełom lat 40. i 50. W bliżej nieznanych okolicznościach zostało rozebrane około roku 1958, najpewniej w celach „kolekcjonerskich”. Dziś śladem po tym pomniku jest zachowany fragment kamiennej podstawy pod cokół. 

## Zdrój uliczny
W ramach Budżetu Obywatelskiego mieszkańcy poparli projekt budowy w miejscu dawnej fontanny zdroju ulicznego. Ma on mieć wygląd zbliżony do nieistniejącego zabytku. Prace rozpoczęły się w 2020 roku po uzyskaniu zgody konserwatora. Koszt wykonania wynosi blisko 129 tysięcy i na postumencie nie będzie figur ponieważ ich wykonania przekracza budżet. 